# محمد مدحت بهجت
محمد مدحت بهجت مواليد 14 أكتوبر 1926، هو لاعب كرة سلة مصري. مثّل منتخب بلاده. شارك في دورة الألعاب الأولمبية الصيفية سنة 1952.

## روابط خارجية
- محمد مدحت بهجت على موقع الاتحاد الدولي لكرة السلة (الإنجليزية)
- محمد مدحت بهجت على موقع الاتحاد الدولي لكرة السلة (الإنجليزية)
- محمد مدحت بهجت على موقع الاتحاد الدولي لكرة السلة (الإنجليزية)
- محمد مدحت بهجت على موقع سبورتس رفرنس (الإنجليزية)
- محمد مدحت بهجت على موقع أوليمبيديا (الإنجليزية)